# 오쓰키정
오쓰키정(일본어: 大月町)은 일본 고치현 남서단에 있는 하타군의 정이다.

## 인접한 자치체
- 스쿠모시
- 도사시미즈시

## 역사
- 1957년 2월 11일 - 하타군 오우치정, 쓰키나다촌의 합병으로 성립하였다.

## 교통

### 도로
- 국도 321호선